# Banksy-Briefmarke

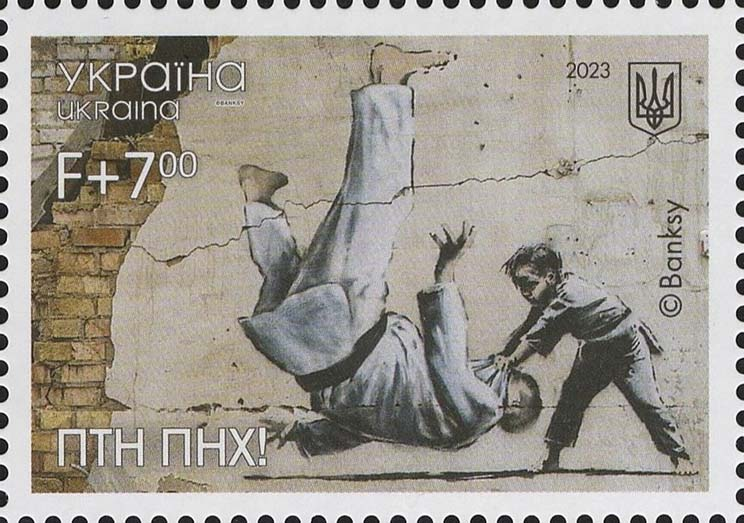
Banksy-Briefmarke

Die Banksy-Briefmarke ist eine Sondermarke der ukrainischen Post Ukrposhta. Die Marke wurde am 24. Februar 2023 aus Anlass des ersten Jahrestages des russischen Überfalls auf die Ukraine herausgegeben. Sie ist die erste Briefmarke mit einem Werk des britischen Streetart-Künstlers Banksy.

## Motiv
Die Briefmarke zeigt einen kleinen Jungen, der mit einem Judowurf einen erwachsenen männlichen Judoka mit einem schwarzen Gürtel rücklings zu Fall bringt und damit besiegt. Offensichtlich soll der Mann den russischen Präsidenten Wladimir Putin darstellen, der Judo betreibt und den schwarzen Gürtel besitzt. Der ebenfalls einen Judoanzug tragende Junge symbolisiert anscheinend die Ukraine im Sinne von David gegen Goliath. Das Motiv der Ukraine als dem biblischen David und Russland als Goliath benutzte auch der ukrainische Präsident Wolodymyr Selenskyj in seiner Eröffnungsansprache bei der Münchner Sicherheitskonferenz im Februar 2023.
Darüber hinaus bildet die Marke den Nennwert „F+7,00“, ein Copyrightzeichen mit „Banksy“ und die Abkürzung ПТН ПНХ! ab. Letztere, ausgeschrieben Путін піди на хуй, bedeutet in sehr derber Sprache „Putin, verpiss dich!“ Der Leiter der ukrainischen Post, Ihor Smiljanskyj, äußerte, dass „diese Briefmarke und exakt dieses Gemälde am besten dafür steht, wie jeder Ukrainer über unseren Gegner denkt“.

## Hintergrund

Das der Briefmarke zugrunde liegende Graffito an einer Ruinenmauer in Borodjanka, 2023

Das Motiv der Briefmarke beruht auf einem Schablonengraffito von Banksy, das er im November 2022 im ukrainischen Ort Borodjanka hinterlassen und dessen Urheberschaft er auf seinem Instagram-Account bestätigt hatte. Es befand sich an der Ruinenmauer eines Hauses, das von einer russischen Bombe zerstört worden sein soll. Der Ort war kurz nach dem Beginn des Überfalls in der Schlacht um Kiew von russischen Streitkräften eingenommen worden. Nach mehreren Wochen zogen sich die Truppen zurück und hinterließen eine in großen Teilen verwüstete Stadt. Weitere Werke im Schablonenstil hatte Banksy zur Kriegsthematik seinerzeit in den ukrainischen Orten Irpin, Hostomel und Kiew auf Wänden aufgebracht. Da es nach kurzer Zeit zu Diebstahlsversuchen kam, wurden die Graffiti mit Schutzglas überzogen und bewacht. Die regionale Militärverwaltung in Kiew betrachtet die aufgetauchten Kunstwerke als neu entdecktes historisches und kulturelles Erbe. Die örtlichen Behörden wollen die Werke an ihren Standorten belassen und sie beim Wiederaufbau in die Planung einbeziehen.
Bei der Erstausgabe der Briefmarke am 24. Februar 2023 war die Nachfrage so hoch, dass sich vor dem Hauptpostamt in Kiew Menschenschlangen bildeten.